# 카틀레야

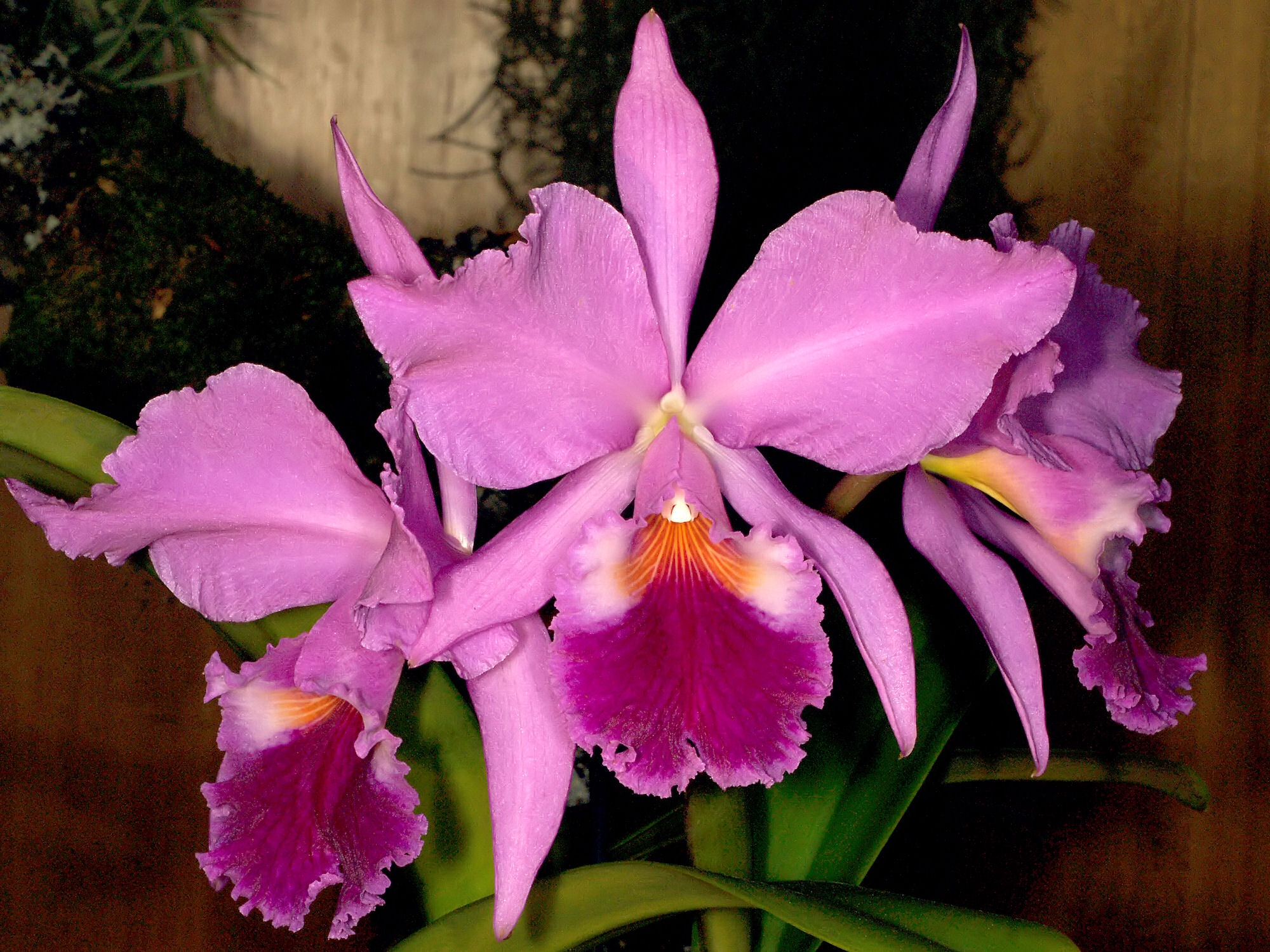
카틀레야 라비에타.

카틀레야(Cattleya)는 난초과의 여러해살이 화초로 중남미 대륙이 원산지이며 자생지에서는 나뭇가지에 붙어서 자란다. 카틀레야는 크고 화려한 꽃을 가진 서양란의 하나로, 다른 꽃들을 압도할 만한 모습을 지니고 있어서 난뿐만 아니라 모든 꽃의 여왕이라 해도 손색이 없다. 수만 종이나 되는 많은 품종이 있으며, 꽃색깔은 흰색, 붉은색, 분홍색, 황색 등 매우 다양하며, 특히 교배종 가운데는 꽃받침조각, 꽃잎 및 순판 등의 색깔이 각양각색이다. 보통 지름이 15-18cm인 커다란 꽃이 2-3개씩 달리지만 작은 꽃이 10여 개씩 피는 것도 있다. 춘하추동의 각 계절에 따라 피는 것과 두 계절에 걸쳐서 피는 것 등이 있으므로 품종을 잘 택하면 연중 꽃을 볼 수 있다. 카틀레야는 13-15°C 이상 되는 온실에서 가꾸는 것이 알맞다. 한 번에 주는 물은 1-2컵이 알맞으며, 겨울에는 1주일에 2회, 봄·가을에는 2-3일에 1회를 주며, 여름에는 매일 물을 주어야 한다. 새싹이 5cm쯤 자라면 깻묵과 뼛가루를 섞은 유기질 거름을 작은 숟갈로 하나쯤을 한 달에 한 차례 준다. 새 잎이 자라기 시작하면 거름을 주지 않는다. 겨울에 10°C 이상을 유지할 수 있는 온실에서 잘 자라고 실생(實生)과 포기나누기로서 증식시킨다. 분갈이의 시기는 꽃이 지고 새로운 덩이줄기가 굳어진 다음이 좋으며 엄동시기와 폭염시기를 피하는 것이 좋다.